# Peridroma excelsa
Peridroma excelsa är en fjärilsart som beskrevs av Márton Hreblay och Ronkay. Peridroma excelsa ingår i släktet Peridroma och familjen nattflyn. Inga underarter finns listade i Catalogue of Life.